# 物部胆咋
物部 胆咋 （もののべ の いくい、生没年不詳）は『日本書紀』等に伝わる古墳時代の豪族。『古事記』に記載はない。

## 記録
「物部」の「もの」とは、「武士」（もののふ）から来ているという説のほかに、神秘的なもの、精霊などの魂（もの）を示している、という説がある。
『先代旧事本紀』「天孫本紀」に、物部十千根大連の子として「胆咋宿禰」があり、成務天皇の時に大臣になり、石上神宮に仕えた、とある。また同時代に胆咋宿禰が三川穂国造の美己止直（みことのあたい）妹伊佐姫（いさひめ）を娶ったという。
『日本書紀』巻第八によると、仲哀天皇の崩御に際し、皇后の気長足姫尊（おきながたらしひめのみこと、後の神功皇后）と大臣の武内宿禰は天皇の喪を秘匿した。その上で、皇后は、中臣烏賊津連（なかとみ の いかつ の むらじ）・大三輪大友主君（おおみわ の おおともぬし の きみ）・物部胆咋連・大伴武以連（おおとも の たけもつ の むらじ）にも、「天皇がなくなったことを百姓（＝人民）に知らせてはならない」と告げ、
この年、新羅の役のため、天皇を埋葬することができなかったという。

## 系譜
「天孫本紀」によると、父は十千根命、母は武諸隅連の娘である時姫とされる。
市師宿禰の祖・穴太足尼の娘である比咩古命、阿努建部君の祖・太玉の娘である鴨姫、三川穂国造・美己止直の妹である伊佐姫、宇太笠間連の祖・大幹命の娘である止己呂姫を妻とし、五十琴宿禰、景行天皇妃の五十琴姫命、五十琴連、奄智蘰連の祖・竺志連、藤原恒見君、長田川合君、三川蘰連等の祖・竹古連、比尼蘰連、城蘰連の祖・椋垣連を生んでいる。また娘の清姫が武諸隅連の妻になったという。